# Sebastián Bértoli
Sebastián Hernán Bertoli (Paraná, Entre Ríos; 16 de octubre de 1977) es un exfutbolista y político argentino. Jugaba como arquero y su último club fue Patronato de la Primera División de Argentina, donde consiguió el ascenso en 2015. Además, es considerado el máximo ídolo de dicho club.
Desde 2015 hasta 2019 fue concejal de Paraná por el Frente para la Victoria.

## Trayectoria
Sebastián Bértoli comenzó su carrera como futbolista en Universitario de Paraná y jugó al básquetbol en Estudiantes. En 1993 jugó en las inferiores de Newell's Old Boys y en 1995 pasó por Racing Club.
En 1996 volvió a "la U" y en 1997 jugó en Unión de Crespo el Torneo Argentino B. En 1998 repitió el torneo con Don Bosco y en 1999 llegó a Universitario de Villa Libertador General San Martín, donde se consagró dos veces campeón.
En 2001 jugó en Atlético Paraná y logró dos títulos locales. Después de un paso fugaz por Germinal de Rawson, en 2003 se incorporó a Patronato. A partir de allí su carrera dio un gran salto hasta llegar a Primera. Logró el ascenso al Torneo Argentino A en 2008, a la Primera B Nacional en 2010 y a Primera División en 2015.
El 16 de junio de 2012 le atajó un penal en los minutos finales a Alejandro El Chori Domínguez permitiendo que su equipo le ganara al Club Atlético River Plate en un partido histórico. El 6 de diciembre de 2015 atajó el penal decisivo en la definición con la que Patronato obtuvo el ascenso a Primera.
En las elecciones de octubre de 2015, Bértoli fue elegido concejal de Paraná por el Frente para la Victoria. Sin embargo, declaró que compatilibizaría ambas tareas durante el primer año, dejando el retiro para la próxima temporada.
El 7 de abril de 2019, tras casi 17 años en Patronato, anunció su retiro jugando su último partido por la permanencia en la Primera División de Argentina frente a Argentinos Juniors, con 41 años de edad. Sebastián Bértoli es considerado el máximo ídolo de Patronato con más de 500 partidos jugados desde 2003 y 3 ascensos conseguidos (Argentino B 2007-08, Argentino A 2009-10 y B Nacional 2015), y ostenta el récord de ser el jugador que debutó en la Primera División con mayor edad.

## Clubes
| Club                   | País      | Año       |
| ---------------------- | --------- | --------- |
| Universitario (Paraná) | Argentina | 1996-1997 |
| Unión (Crespo)         | Argentina | 1997-1998 |
| Don Bosco (Paraná)     | Argentina | 1998-1999 |
| Universitario (VLSM)   | Argentina | 1999-2002 |
| Atlético Paraná        | Argentina | 2002      |
| Germinal               | Argentina | 2003      |
| Patronato              | Argentina | 2003-2019 |

## Estadísticas
| Equipo                           | Temporada | Campeonato | Campeonato | Copa nacional | Copa nacional | Copa internacional | Copa internacional | Total    | Total |
| Equipo                           | Temporada | Partidos   | Goles      | Partidos      | Goles         | Partidos           | Goles              | Partidos | Goles |
| Universitario (Paraná) Argentina | 1996-97   | 7          | 0          | -             | -             | -                  | -                  | 7        | 0     |
| Total                            | Total     | 7          | 0          | -             | -             | -                  | -                  | 7        | 0     |
| Unión (Crespo) Argentina         | 1997-98   | 25         | 3          | -             | -             | -                  | -                  | 25       | 3     |
| Total                            | Total     | 25         | 3          | -             | -             | -                  | -                  | 25       | 3     |
| Don Bosco (Paraná) Argentina     | 1998-99   | 23         | 1          | -             | -             | -                  | -                  | 23       | 1     |
| Total                            | Total     | 23         | 1          | -             | -             | -                  | -                  | 23       | 1     |
| Universitario (VLGSM) Argentina  | 1999-00   | 32         | 0          | -             | -             | -                  | -                  | 32       | 0     |
| Universitario (VLGSM) Argentina  | 2000-01   | 29         | 0          | -             | -             | -                  | -                  | 29       | 0     |
| Total                            | Total     | 61         | 0          | -             | -             | -                  | -                  | 61       | 0     |
| Atlético Paraná Argentina        | 2001-02   | 18         | 0          | -             | -             | -                  | -                  | 18       | 0     |
| Atlético Paraná Argentina        | 2002-03   | 17         | 2          | -             | -             | -                  | -                  | 17       | 2     |
| Total                            | Total     | 35         | 2          | -             | -             | -                  | -                  | 35       | 2     |
| Germinal Argentina               | 2002-03   | 9          | 0          | -             | -             | -                  | -                  | 9        | 0     |
| Total                            | Total     | 9          | 0          | -             | -             | -                  | -                  | 9        | 0     |
| Patronato Argentina              |           |            |            |               |               |                    |                    |          |       |
| 2003-04                          | 10        | 0          | -          | -             | -             | -                  | 10                 | 0        |       |
| 2004-05                          | 19        | 0          | -          | -             | -             | -                  | 19                 | 0        |       |
| 2005-06                          | 23        | 1          | -          | -             | -             | -                  | 23                 | 1        |       |
| 2006-07                          | 31        | 0          | -          | -             | -             | -                  | 31                 | 0        |       |
| 2007-08                          | 28        | 2          | -          | -             | -             | -                  | 28                 | 2        |       |
| 2008-09                          | 2         | 0          | -          | -             | -             | -                  | 2                  | 0        |       |
| 2009-10                          | 35        | 3          | -          | -             | -             | -                  | 35                 | 3        |       |
| 2010-11                          | 35        | 0          | -          | -             | -             | -                  | 35                 | 0        |       |
| 2011-12                          | 33        | 0          | 2          | 0             | -             | -                  | 35                 | 0        |       |
| 2012-13                          | 36        | 0          | 2          | 0             | -             | -                  | 38                 | 0        |       |
| 2013-14                          | 41        | 1          | -          | -             | -             | -                  | 41                 | 1        |       |
| 2014                             | 20        | 3          | -          | -             | -             | -                  | 20                 | 3        |       |
| 2015                             | 45        | 7          | 1          | 0             | -             | -                  | 46                 | 7        |       |
| 2016                             | 16        | 4          | 2          | 0             | -             | -                  | 18                 | 4        |       |
| 2016-17                          | 26        | 3          | 1          | 0             | -             | -                  | 27                 | 3        |       |
| 2017-18                          | 27        | 0          | 2          | 0             | -             | -                  | 29                 | 0        |       |
| 2018-19                          | 24        | 0          | 0          | 0             | -             | -                  | 24                 | 0        |       |
| Total                            | Total     | 603        | 30         | 10            | 0             | -                  | -                  | 668      | 36    |

## Palmarés
| Título      | Club      | País      | Año     |
| ----------- | --------- | --------- | ------- |
| Argentino A | Patronato | Argentina | 2009-10 |

### Distinciones individuales
| Distinción                                         | Año  |
| -------------------------------------------------- | ---- |
| Premio a la trayectoria por la Superliga Argentina | 2019 |